# Серадзьке воєводство (1975—1998)
Серадзьке воєводство (пол. województwo sieradzkie) — адміністративно-територіальна одиниця Польщі найвищого рівня, яка існувала у 1975—1998 роках.
Являло собою одну з 49 основних одиниць адміністративного поділу Польщі, які були скасовані в результаті адміністративної реформи Польщі 1998 року.
Займало площу 4868 км². Адміністративним центром воєводства було місто Серадз, найбільше місто — Здунська Воля. Після адміністративної реформи воєводство припинило своє існування і його територія повністю відійшла до Лодзинського воєводства.

## Воєводи
- 1 червня 1975 — 2 липня 1984 — Тадеуш Барчик
- 19 липня 1984 — 25 вересня 1986 — Казімеж Цлапка
- 4 листопада 1986 — 22 лютого 1989 — Генрик Антосяк
- 22 лютого 1989 — 20 лютого 1991 — Юзеф Шевчик
- 4 березня 1991 — 2 лютого 1994 —Анджей Рушковський
- 1 березня 1994 — 1997 — Ян Рись
- 18 січня 1998 — 31 грудня 1998 — Казімеж Філіпяк

## Районні адміністрації
- Районна адміністрація в Лаську для гмін: Бучек, Добронь, Лютомерськ, Ласьк, Сендзейовіце, Відава та Водзеради
- Районна адміністрація в Серадзі для гмін: Блашкі, Броншевіце, Бжезньо, Буженін, Гощанув, Кльонова, Пенчнев, Серадз, Варта, Врублев, Злочев та міста Серадз
- Районна адміністрація у Велюні для гмін: Біла, Чарножили, Дзялошин, Келчиґлув, Конопниця, Лютутув, Мокрсько, Осьякув, Острувек, Понтнув, Русець, Семковіце, Скомлін, Велюнь та Вешхляс
- Районна адміністрація у Здунській Волі для гмін: Далікув, Поддембіце, Шадек, Вартковіце, Задзім, Заполіце та Здунська Воля та міста Здунська Воля.

### Міста
- Здунська Воля — 45 850
- Серадз — 45 529
- Велюнь — 25 697
- Ласьк — 20 139
- Поддембице — 7 230
- Дзялошин — 6 200
- Злочев — 3 450
- Варта — 3 400
- Блашкі — 2 100
- Шадек — 2 000

## Населення
| Рік         | 1975    | 1980    | 1985    | 1990    | 1995    | 1998    |
| Чисельність | 386 700 | 392 300 | 401 200 | 408 100 | 412 900 | 411 500 |